# Røn
Røn (Sorbus) er en slægt med 100-200 arter af små træer og buske. Der er tvivl om det præcise antal af arter, og det skyldes mest det høje antal af apomiktiske småarter, men også problemer med afgrænsning af slægten over for nærtstående slægter. Frugterne ligner små æbler, hvad der stemmer godt overens med, at slægten hører hjemme i underfamilien Maloideae (Kernefrugtgruppen). Frugtknuden er undersædig, hvad man kan se af, at den modne frugt har blivende bæger ("blomsten") ligesom hos æble. Bærrene er oftest røde, men der findes også hvide, gule og grønne rønnebær. Blomsterne er 5-tallige og hvide eller lyserøde med mange støvdragere. Bladene er enten hele med groft takket rand eller uligefinnede med groft takkede rande på småbladene.
Slægten underinddeles som følger:
- (underslægt) Aria, der har hele blade med kraftig, hvidlig behåring på undersiden. Kernehuset er ikke omdannet til én helhed. Typisk art: akselrøn. Udbredelse: Tempererede dele af Europa og Asien.
  - (sektion under underslægten Aria) Alnifoliae
  - (sektion under underslægten Aria) Aria
  - (sektion under underslægten Aria) Chamaemespilus har hele, blanke blade og lyserøde blomster. Der er kun én art: alperøn. Udbredelse: Bjergegne i Sydeuropa.
  - (sektion under underslægten Aria) Ferrugineae
  - (sektion under underslægten Aria) Griffithianae
  - (sektion under underslægten Aria) Micromeles, der består af nogle få, østasiatiske arter, har smalle, hele blade. Underslægten indordnes oftest under Aria. Typisk art: Sorbus alnifolia. Udbredelse: Tempererede dele af Nordøstasien.
  - (sektion under underslægten Aria) Thibeticae
- (underslægt) Cormus, har sammensatte blade, men her er kærnehuset blevet til én helhed. Der er kun én art: storfrugtet røn. Udbredelse: Varmt-tempererede dele af Europa.
- (underslægt) Sorbus, der har sammensatte, næsten hårløse blade. Kernehuset er ikke omdannet til én helhed. Typisk art: almindelig røn. Udbredelse: Køligt-tempererede dele af den nordlige halvkugle.
- (underslægt) Torminaria, har lønneagtige, lappede blade med spidse lapper. Kærnehuset er ikke sammensmeltet. Der er kun én art: tarmvridrøn. Udbredelse: Tempererede dele af Europa.[1]

| Beskrevne arter |

- Akselrøn (Sorbus aria)
- Almindelig røn (Sorbus aucuparia)
- Alperøn (Sorbus chamaemespilus)
- Japansk røn (Sorbus commixta)
- Labradorrøn (Sorbus decora)
  - Grønlandsk røn (Sorbus decora var. groenlandica)
- Storfrugtet røn (Sorbus domestica)
- Kinesisk røn (Sorbus hupehensis)
- Seljerøn (Sorbus x intermedia)
- Perlerøn (Sorbus koehneana)
- Bredbladet røn (Sorbus x latifolia)
- Pyrenæisk røn (Sorbus mougeotii)
- Klipperøn (Sorbus rupicola)
- Sargentrøn (Sorbus sargentiana)
- Tarmvridrøn (Sorbus torminalis)

| Andre arter |

| Underarten Aria: - Sorbus alnifolia - Sorbus armeniaca - Sorbus astateria - Sorbus austriaca - Sorbus caucasica - Sorbus cretica - Sorbus cuspidata - Sorbus epidendron - Sorbus folgneri - Sorbus graeca - Sorbus hajastana - Sorbus javorkae - Sorbus keissleri - Sorbus kusnetzovii - Sorbus lanata - Sorbus megalocarpa - Sorbus meliosmifolia - Sorbus minima - Sorbus pallescens - Sorbus persica - Sorbus spuria - Sorbus sudetica - Sorbus umbellata - Sorbus vestita - Sorbus zahlbruckneri | Underarten Sorbus - Sorbus americana - Sorbus amurensis - Sorbus aucuparia - Sorbus californica - Sorbus cascadensis - Sorbus commixta - Sorbus esserteauana - Sorbus fennica - Sorbus foliolosa - Sorbus gracilis - Sorbus hybrida - Sorbus kamtschatcensis - Sorbus lanuginosa - Sorbus maderensis - Sorbus matsumurana - Sorbus meinichii - Sorbus occidentalis - Sorbus pluripinnata - Sorbus pohuashanensis - Sorbus pseudogracilis - Sorbus randaiensis - Sorbus roopiana - Sorbus rufoferruginea - Sorbus sambucifolia - Sorbus sargentiana - Sorbus scalaris - Sorbus scopulina - Sorbus scopulina - Sorbus serotina - Sorbus sibirica - Sorbus sitchensis - Sorbus tianschanica - Sorbus wilsoniana | Underarten Torminaria - Sorbus bristoliensis - Sorbus devoniensis - Sorbus latifolia |

## Røn i Danmark
Kun én art af røn, almindelig røn, er naturligt hjemmehørende i hele Danmark. Imidlertid er der en række arter, der naturligt forekommer enten i de sydlige egne eller på Bornholm. Tarmvridrøn hører hjemme i det centrale og sydøstlige Europa. Den har dog sin nordgrænse på Bornholm, Møn og Sydsjælland, hvor den ses meget sjældent som vildtvoksende på veldrænet, varm bund. Seljerøn og klipperøn er naturligt hjemmehørende på Bornholm. Almindelig røn optræder som pionertræ overalt i landet, og var en af de tidlige indvandrere efter istidens afslutning. Den trives på alle jordtyper, lige fra våd og sur jord til mager sandjord, men på de bedre jorde er den siden blevet fortrængt af større og mere skyggende træer, da den tåler skygge dårligt. I Grønland forekommer endvidere arten Grønlandsk røn.